# Eichsfeldplan

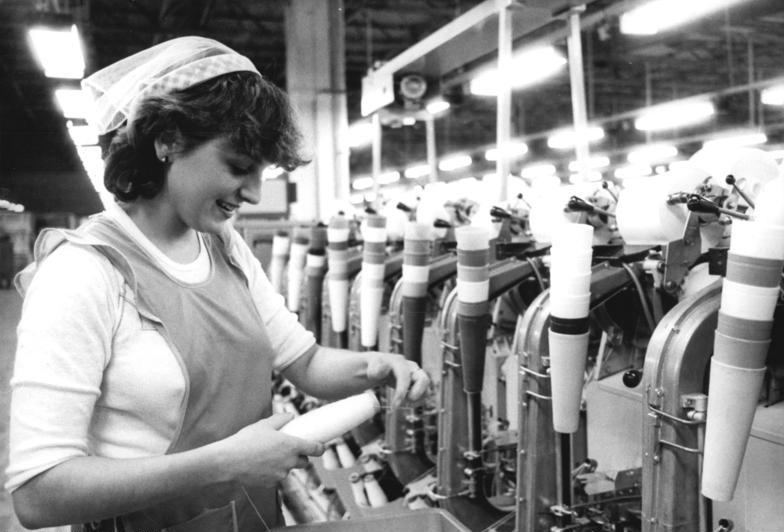
In der Baumwollspinnerei (1986)

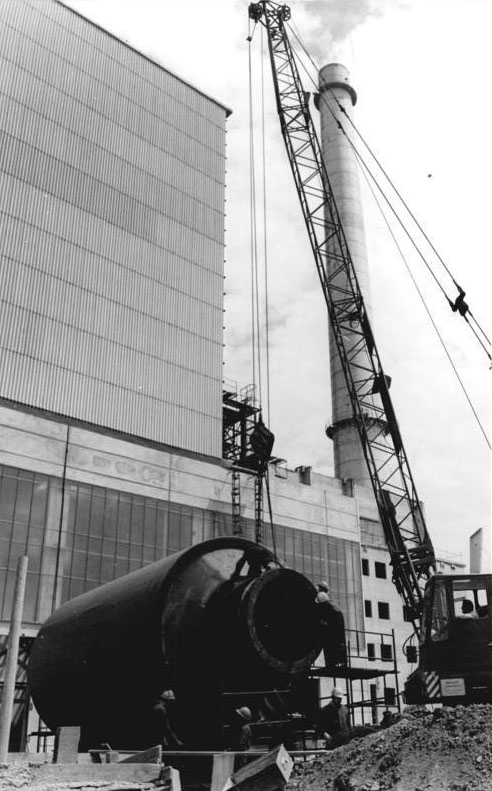
Bau des Zementwerks Deuna (1974)

Der Eichsfeldplan war ein Entwicklungsplan der SED für das Eichsfeld im Norden Thüringens, der auf ihrem fünften Parteitag 1958 verabschiedet wurde.

## Geschichtlicher Hintergrund
Das Eichsfeld war in den 1950er-Jahren eine katholische, wenig industrialisierte, verarmte Region im direkten Grenzgebiet zu Westdeutschland, die durch die innerdeutsche Grenze von den nahe gelegenen Großstädten Kassel und Göttingen abgeschnitten wurde. Dadurch befürchtete man, dass sich das Volk gegen die Machthaber in der DDR auflehnen könnte. Um dem zuvorzukommen, sollte das Eichsfeld „proletarisiert“ werden, durch Industrialisierung und Zuzug von Menschen aus anderen Teilen der DDR. Durch den Ausbau der sozialen, kulturellen und wirtschaftlichen Infrastruktur sollte das katholische Milieu gebrochen werden.
Nachdem auf dem V. Parteitag der SED 1958 die Weichen für den Eichsfeldplan gestellt worden waren, verabschiedete am 14. Mai 1959 die SED-Bezirksleitung Erfurt den Plan der industriellen und kulturellen Entwicklung des Eichsfeldes.

## Umsetzung
Als zukünftiges industrielles Zentrum wurde das Dorf Leinefelde ausgewählt. Es lag ausreichend weit von der innerdeutschen Grenze entfernt und bot annehmbare Geländeverhältnisse in der bergigen Region sowie einen guten Eisenbahnanschluss Richtung Halle und Erfurt. 1961 wurde in Leinefelde die Baumwollspinnerei gegründet, die 4000 Mitarbeiter beschäftigte. Sie verarbeitete sowjetische Baumwolle aus Zentralasien und stellte den Großteil der in der DDR verarbeiteten Garne und Zwirne her. Für die 4000 Mitarbeiter entstand eine neue Wohnstadt in Leinefelde. Das Dorf wuchs von etwa 2500 Einwohnern nach dem Zweiten Weltkrieg auf 16.000 Einwohner vor der Wiedervereinigung an. 1969 erhielt Leinefelde anlässlich des 20. Jahrestags der DDR die Stadtrechte. Die Stadt blieb die einzige Sozialistische Stadt im Bezirk Erfurt.
Weitere ausgebaute Industriebetriebe im Obereichsfeld waren das durch die Ereignisse nach der Wende bekanntgewordene Kaliwerk in Bischofferode, das Kombinat Solidor Heiligenstadt und die neu errichtete Zementfabrik in Deuna. Dazu kamen kulturelle Einrichtungen wie das Kreiskulturhaus Heiligenstadt und die jetzige Obereichsfeldhalle in Leinefelde.
Im Zusammenhang mit dem Eichsfeldplan kam es ab dem Jahr 1960 zu einer umfassenden Gebietsplanung für die Kreise Heiligenstadt und Worbis, wofür das Büro für Gebiets-, Stadt- und Dorfplanung Weimar beauftragt wurde. Nach einer Analyse der natürlichen Bedingungen und gesellschaftlichen Einrichtungen sollte eine koordinierte Planung der Wirtschaft (Industrie und Landwirtschaft), Infrastruktur (öffentlicher Verkehr, Versorgung und Einrichtungen) und Wohnungsbau erfolgen.